# STS-42
STS-42 foi uma missão do ônibus espacial Discovery, lançada em 22 de janeiro de 1992, que levou a primeira astronauta do Canadá ao espaço e realizou experiências com microorganismos na microgravidade, no módulo-laboratório Spacelab.

## Tripulação
| Posição                  | Astronauta     |
| ------------------------ | -------------- |
| Comandante               | Ronald Grabe   |
| Piloto                   | Stephen Oswald |
| Especialista de missão 1 | Norman Thagard |
| Especialista de missão 2 | David Hilmers  |
| Especialista de missão 3 | William Readdy |
| Especialista de carga 1  | Roberta Bondar |
| Especialista de carga 2  | Ulf Merbold    |

## Hora de acordar
- 2° Dia: Stripped, da banda Depeche Mode.
- 3° Dia: Dreams, da banda Van Halen.
- 4° Dia: All Together Now, da banda The Farm.
- 5° Dia: Forever, da banda Kiss.
- 6° Dia: Thunderstruck, da banda AC/DC.
- 7° Dia: How Can I Keep from Singing?, de Enya.
- 8° Dia: Dolly Dagger, de Jimi Hendrix.

## Principais fatos

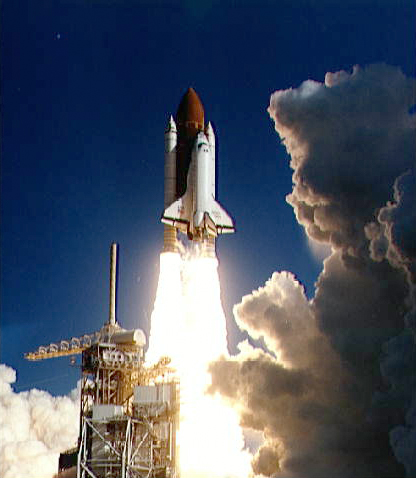
O STS-42 Discovery, Veículo Orbitador (OV) 103, decola da plataforma do Complexo de Lançamento (LC) do Centro Espacial Kennedy (KSC) às 9h52min33s (horário padrão do leste dos EUA).

O lançamento ocorreu em 22 de Janeiro de 1992, às 9:52:33 a.m. EST. O lançamento foi atrasado em uma hora devido ao mal tempo. O peso no lançamento foi de 243 396 libras (110 403 kg).
A missão levou ao espaço o Laboratório de Microgravidade 1 (IML-1), um módulo pressurizado da Spacelab tripulado, para explorar em profundidade os efeitos complexos da ausência de peso nos organismos vivos e no processamento de materiais. 
O grupo internacional. dividido nos times Vermelho e Azul, conduziu experimentos na adaptação do sistema nervoso humano à baixa gravidade e os efeitos da microgravidade em outras formas de vida, tais como ovos de peixes, sementes de lentilha, ovos de moscas e bactérias. 
Os experimentos sobre processamento de materiais em baixa gravidade incluíram o crescimento de cristas a partir de uma série de substâncias tais como enzimas, iodeto de mercúrio e um vírus. As outras cargas incluíam dez pacotes Get Away Special (GAS), uma série de cargas no compartimento mediano e dois experimentos do Programa de Envolvimento de Estudantes (SSIP).
As cargas do compartimento mediano incluíram o Gelation of SOLS: Applied  microgravity research (GOSAMR), Investigações sobre o Processamento de Membranas de polímeros (IPMP) e o Experimento de Monitoração de Radiação (RME-III).
A aterrissagem ocorreu em 30 de Janeiro de l992, às 8:07:17 a.m. PST, na Runway 22, no Base Aérea de Edwards, Califórnia, a distância de rolagem foi de 9 811 pés. A missão foi estendida em um dia para uma experimentação científica continuada. A Discovery retornou ao Centro Espacial John F. Kennedy em 16 de Fevereiro de 1992. O peso na aterrissagem foi de 218 016 lb (98 890 kg).